# Setina andereggi
Setina andereggi är en fjärilsart som beskrevs av Herrich-Schäffer 1845. Setina andereggi ingår i släktet Setina och familjen björnspinnare. Inga underarter finns listade i Catalogue of Life.